# 金洙完
金洙完（キム・スワン、朝: 김수완、英: Kim Soo-whan、1988年6月8日- ）は韓国の柔道選手。階級は100kg超級。身長182cm。体重128kg。

## 人物
2007年のアジアジュニア100kg超級で3位になると、世界団体では3位になった。2009年のアジア選手権では100kg超級と無差別の2階級制覇を達成した。東アジア大会の100kg超級では3位だったが、無差別では優勝した。2010年の東アジア選手権で優勝すると、アジア大会でも優勝を飾った。2011年にはグランドスラム・モスクワとユニバーシアードで優勝を果たした。しかしながら、2012年のロンドンオリンピックには世界選手権3位の金成民との代表争いに敗れて出場できなかった。

## 主な戦績
(階級表記のない大会は全て100kg超級での成績)
- 2007年 - アジアジュニア 3位
- 2007年 - 世界団体　3位
- 2008年 - 韓国国際　2位
- 2009年 - アジア選手権　100kg超級　優勝　無差別　優勝
- 2009年 - ワールドカップ・ウランバートル　2位
- 2009年 - ワールドカップ・スウォン　優勝
- 2009年 - 東アジア大会　100kg超級　3位　無差別　優勝
- 2010年 - ワールドマスターズ　5位
- 2010年 - 東アジア選手権　優勝
- 2010年 - グランドスラム・モスクワ　3位
- 2010年 - ワールドカップ・ウランバートル　3位
- 2010年 - アジア大会　優勝
- 2011年 - グランドスラム・モスクワ　優勝
- 2011年 - ユニバーシアード　優勝
- 2013年 - グランプリ・マイアミ　3位
- 2013年 - グランプリ・チェジュ　2位
- 2014年 - オセアニアオープン・ウロンゴン　優勝
- 2015年 - ヨーロッパオープン・ローマ　3位

(出典、JudoInside.com)。